# موتور عبدالله نارویی
موتور عبدالله نارویی روستایی در دهستان بمپور غربی بخش کلاتان شهرستان بمپور استان سیستان و بلوچستان ایران است.

## جمعیت
بر پایه سرشماری عمومی نفوس و مسکن در سال ۱۳۹۵ این روستا بدون جمعیت بوده‌است.